# Me’shell Ndegeocello

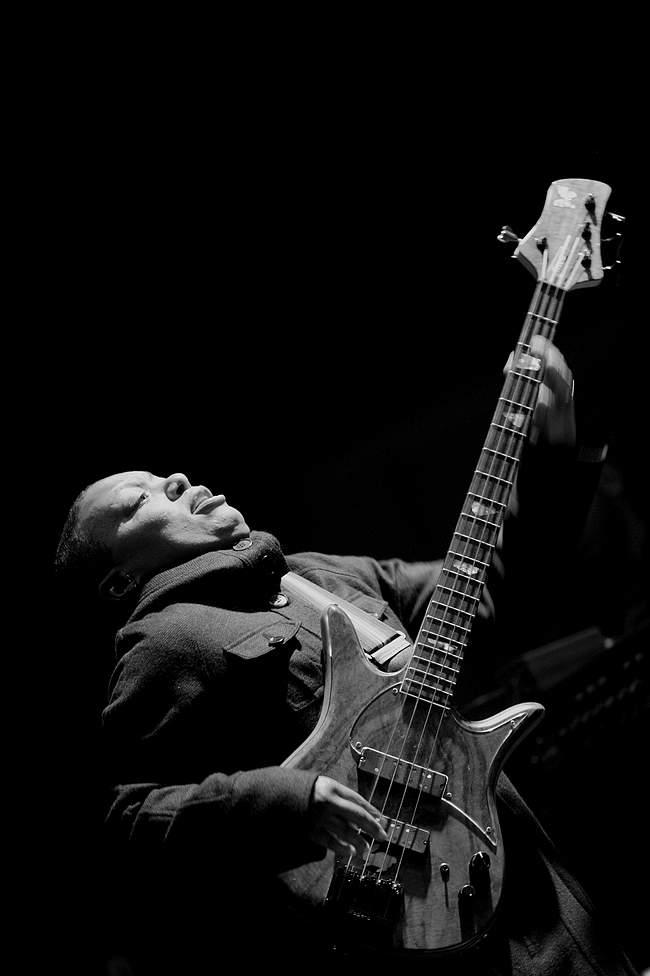
Me'shell Ndegeocello (2007)

Me'shell Ndegeocello, właśc. Meshell Suhaila Bashir-Shakur (ur. 29 sierpnia 1968 w Berlinie) – amerykańska kompozytorka, wokalistka soulowa, jazzowa, rockowa, funkowa.
Artystka ma na swoim koncie 10 nominacji do nagrody Grammy. Ndegeocello (nazwisko, które przyjęła jako nastolatka) w języku suahili oznacza „wolną jak ptak”.

## Życiorys
Urodzona w Berlinie w Niemczech w 1968 roku, wychowywała się w Waszyngtonie. Talent muzyczny odziedziczyła po ojcu Jacques'u Johnsonie, saksofoniście. Sama nauczyła się grać na basie, gitarze, perkusji i keyboardzie. Jeszcze jako nastolatka występowała w klubach w Waszyngtonie, ale ostatecznie zamieszkała w Nowym Jorku, gdzie studiowała na Wydziale Muzyki na Uniwersytecie Howarda.
Meshell w swojej karierze muzycznej współpracowała z takimi gwiazdami jak: Prince, Lenny Kravitz, John Mellencamp, The Rolling Stones, Indigo Girls, Alanis Morissette, George Clinton, Herbie Hancock, Steve Coleman, Marcus Miller, Chaka Khan, Scritti Politti, Vanessa Williams, Eric Benet czy Madonna, do której piosenki „I'd rather be your lover” zaśpiewała w tle muzycznym.
Jej muzyka została wykorzystana jako soundtrack w filmie Jak Stella zdobyła miłość i w Batman i Robin, sąsiadując z piosenkami Basement Jaxx i Blind Boys of Alabama. Największym przebojem Meshell jest utwór, który wykonała w duecie z Johnem Mallencampem – cover „Wild Night” Vana Morrisona, który wspiął się na 3 miejsce listy Billboardu. Jej single: „If That's Your Boyfriend (He Wasn't Last Night)”, „Leviticus: Faggot” oraz „Who Is He and What Is He To You?” pojawiały się w pierwszej dwudziestce listy Billboardu.
Meshell deklaruje się jako biseksualistka. Przez dłuższy czas była związana z pisarką Rebeccą Walker.

## Dyskografia
- Plantation Lullabies (1993)
- Peace Beyond Passion (1996)
- Bitter (1999)
- Cookie: The Anthropological Mixtape (2002)
- Comfort Woman (2003)
- Dance of the Infidel (2005)
- The Article 3 (EP) (2006)
- The World Has Made Me The Man of My Dreams (sierpień 2007)
- Devils Halo (2009)
- Weather (2011)
- Pour Une Âme Souveraine: A Dedication to Nina Simone (2012)
- Comet, Come to Me (2014)[2]
- Ventriloquism (2018)[3]
- The Omnichord Real Book (2023)[4]

## Nagrody i wyróżnienia
- 10 nominacji do nagrody Grammy (w tym za płytę Plantation Lullabies, Peace Beyond Passion i Bitter)